# 1983 en santé et médecine
| Années de la santé et de la médecine : 1980 - 1981 - 1982 - 1983 - 1984 - 1985 - 1986    |
| Décennies de la santé et de la médecine : 1950 - 1960 - 1970 - 1980 - 1990 - 2000 - 2010 |

Cet article présente les faits marquants de l'année 1983 en santé et médecine.

## Évènements
- Luc Montagnier et Françoise Barré-Sinoussi font la découverte du virus de l'immunodéficience humaine (VIH) responsable du syndrome d'immunodéficience acquise (sida). Ils recevront le Prix Nobel de physiologie ou médecine en 2008.

## Décès
- 9 mars : Ulf von Euler (né en 1905), neurophysiologiste suédois, prix Nobel de médecine en 1970, « attribué conjointement avec Bernard Katz et Julius Axelrod, pour leurs découvertes sur les neurotransmetteurs[1] ».
- 17 mars : Haldan Keffer Hartline (né en 1903), médecin et neurophysiologiste américain, lauréat du prix Nobel de  médecine en 1967, « attribué conjointement, avec Ragnar Granit et George Wald, pour leurs découvertes relatives aux processus visuels physiologiques et chimiques primaires de l’œil[2] ».
- 28 avril : Pierre Huard (né en 1901), chirurgien et anatomiste français, anthropologue, historien de la médecine[3].
- 5 mai : Horst Schumann (né en 1906), médecin nazi, accusé d'« euthanasie de prisonniers ».
- 10 mai : Raymond Bolzinger (né en 1901), médecin militaire français.
- 12 juillet : Zénon Bacq (né en 1903), médecin et biologiste belge, militant wallon.
- 19 septembre : Yusuf Dadoo (né en 1909), médecin et homme politique sud-africain, membre du Parti communiste sud-africain.